# The Fall (banda)
The Fall foi uma banda de pós-punk britânica, formada em Prestwich, Bury, Grande Manchester em 1976.
Com incessantes mudanças na composição de membros, o grupo subsistiu em torno da figura de culto do seu líder e único membro permanente, o irascível Mark E. Smith.
Inicialmente associado com o movimento punk do final dos anos 1970 , o grupo tem um amplo espectro de estilos musicais, desde o rock atonal, melódico e quase cacofônico característico dos seus primórdios até uma música globalmente acessível, especialmente após a chegada de Brix Smith em 1983, mas sempre com uma propensão para o experimentalismo.
A música dos The Fall, no entanto, contém outras características constantes: suas melodias intencionalmente cruas e repetitivas, o abrasivo som de guitarra e as letras enigmáticas cantadas pelo vocal nasal e quase incompreensível de Smith
Mais de trinta anos depois de sua formação, com 30 álbuns de estúdio e o triplo disso em discos de concertos e outras compilações, The Fall é um dos grupos mais prolíficos e duradouros de sua geração. Embora nunca tenha despertado o entusiasmo do grande publico, a banda lançou vários singles de sucesso na década de 1980,  continua a ter uma base fiel de seguidores e influenciou uma geração de músicos significativamente Underground.
A banda sempre tem sido associado com a famosa BBC Radio 1 do DJ John Peel, que lhe deu um apoio considerável desde a sua criação, afirmando que The Fall era a sua banda favorita. Peel disse uma famosa frase sobre a banda : "Eles são sempre diferentes, eles são sempre os mesmos ".
Em 24 de janeiro de 2018, Mark faleceu aos 60 anos, de causa não revelada.

## História
Com 35 anos comemorados em Março de 2011, Mark Edward Smith soma 26 álbuns de estúdio com os The Fall. A  banda conheceu ao longo de três décadas inúmeros line-ups, mas o carisma do seu líder, Mark E. Smith, assegurava a sobrevivência do grupo, que se confundia com o próprio front-man. Continuaram a tocar ao vivo, a gravar em estúdio e sempre com a mesma vitalidade criativa de Mark E Smith, até à morte deste último, em 24 de janeiro de 2018,

## Discografia
- Live at the Witch Trials (1979)
- Dragnet (1979)
- Grotesque (1980)
- Slates (1981)
- Hex Enduction Hour (1982)
- Room to Live (1982)
- Perverted by Language (1983)
- The Wonderful and Frightening World Of... (1984)
- This Nation's Saving Grace (1985)
- Bend Sinister (1986)
- The Frenz Experiment (1988)
- I Am Kurious Oranj (1988)
- Extricate (1990)
- Shift-Work (1991)
- Code: Selfish (1992)
- The Infotainment Scan (1993)
- Middle Class Revolt (1994)
- Cerebral Caustic (1995)
- The Light User Syndrome (1996)
- Levitate (1997)
- The Marshall Suite (1999)
- The Unutterable (2000)
- Are You Are Missing Winner (2001)
- The Real New Fall LP (Formerly Country on the Click) (2003)
- Fall Heads Roll (2005)
- Reformation Post TLC (2007)
- Imperial Wax Solvent (2008)
- Your Future Our Clutter (2010)
- Ersatz GB (2011)
- Re-Mit (2013)